# 海田市駅

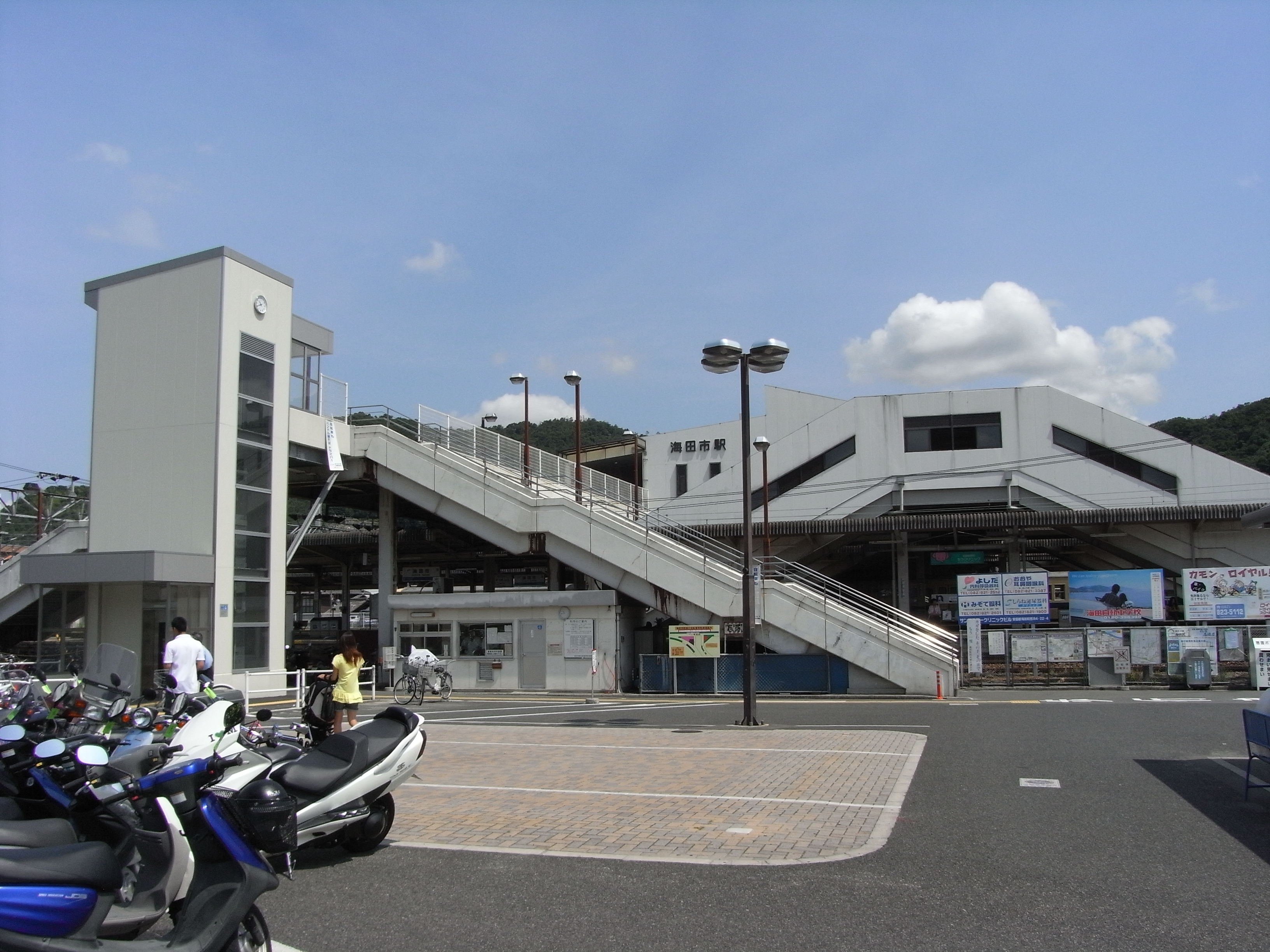
南口（2008年7月）

海田市駅（かいたいちえき）は、広島県安芸郡海田町新町にある、西日本旅客鉄道（JR西日本）の駅。

## 概要
山陽本線を所属線とし、呉線を加えた2路線が乗り入れる。呉線は当駅が線路名称上の終着駅であるが、運転系統上ではすべての列車が山陽本線経由で広島以西に発着する。駅番号は山陽本線がJR-G04、呉線がJR-Y04。

## 歴史
この駅の歴史は1894年（明治27年）の山陽鉄道開通に端を発する。1903年（明治36年）には海田市 - 呉間の呉線も開業した。山陽本線と呉線の西側の分岐駅であり、戦時中は広島から軍港であった呉に物資を運ぶ列車の重要な中継点であった。広島市への原子爆弾投下後、大勢の被爆者たちが海田市駅に避難した。また当時海田市駅より西が不通となったため、広島から東方面への移動拠点として機能した。

### 年表
- 1894年（明治27年）6月10日：山陽鉄道 糸崎駅 - 広島駅間の開通と同時に開業[2]。旅客・貨物の取扱を開始[2]。
- 1903年（明治36年）12月27日：官設鉄道 当駅 - 呉駅間が開通[5]。
- 1906年（明治39年）12月1日：山陽鉄道が国有化[2]。官設鉄道単独駅となる。
- 1909年（明治42年）10月12日：線路名称制定。旧・山陽鉄道線は山陽本線、呉駅方面は呉線となる。
- 1944年（昭和19年）2月1日：広島駅までの区間が複々線化。
- 1973年（昭和48年）5月1日：国鉄（→JR）の特定都区市内制度における「広島市内」の駅となる[6][注釈 1]。
- 1984年（昭和59年）1月1日：貨物の取り扱いを廃止[2]。駅構内南側に有蓋車用の車扱貨物ホームが設置されていた。
- 1985年（昭和60年）3月14日：荷物扱い廃止[2]。
- 1986年（昭和61年）
  - 4月：みどりの窓口営業開始[7]。
  - 12月1日：橋上駅運用開始。
- 1987年（昭和62年）4月1日：国鉄分割民営化により、JR西日本の駅となる[2]。
- 2007年（平成19年）
  - 3月18日：ダイヤ改正により、山陽本線の快速「通勤ライナー」の一部列車の停車駅となる。
  - 5月18日：自動改札機導入。
  - 9月1日：ICカード「ICOCA」の利用が可能となる。
- 2010年（平成22年）
  - 3月1日：バリアフリー化工事が完成[8]。
  - 3月13日：ダイヤ改正により、山陽本線の快速「通勤ライナー」全列車の停車駅となる。
- 2012年（平成24年）3月17日：ダイヤ改正により、呉線の快速「安芸路ライナー」全列車の停車駅となる。
- 2014年（平成26年）3月15日：ダイヤ改正により、山陽本線の一部下り列車が2番線に発着開始。
- 2016年（平成28年）3月26日：ダイヤ改正により、6年ぶりに復活した快速「シティライナー」の停車駅となる。
- 2018年（平成30年）
  - 7月6日：平成30年7月豪雨により営業休止。
  - 7月9日：山陽線当駅 - 岩国駅間で運転再開[9]。2番のりばを使用して折返し運転を実施。
  - 8月2日：呉線坂駅 - 当駅間で運転再開[10][11]。
  - 8月18日：山陽線瀬野駅 - 当駅間で運転再開[12]。白市駅まで運転を再開する前日の9月8日までは、一部の列車が当駅で折返し運転。
- 2020年（令和2年）
  - 3月14日：ダイヤ改正で、運転再開した快速「シティライナー」の停車駅となる。
  - （時期不明）：組織改正に伴い、駅管理権限が西条駅から当駅に移転し海田市管理駅となる[3]。
- 2021年（令和3年）
  - 7月1日：同日付で発足したJR西日本中国メンテックの広島支店広島東事業所を当駅構内に設置[13][注釈 2]。
  - 8月15日：みどりの窓口が営業終了[4]。
  - 8月16日：みどりの券売機プラスを導入[4][注釈 3]。
- 2024年（令和6年）6月1日：中国統括本部内では初の統括駅となる海田市統括駅の発足に伴い、海田市管理駅と呉管理駅が統合され、当駅が管理する[3]。

### 快速列車の停車
当駅は国鉄時代、一部の長距離急行列車が停車していた。山陽新幹線の開通で優等列車の停車がなくなってからも定期快速電車のすべてが停車していたが、ひろしまシティ電車の導入の頃から普通列車が大幅に増え、快速列車は減少、のち消滅した。
JR発足後の1991年（平成3年）3月16日より山陽本線で、1996年（平成8年）3月16日より呉線で快速列車の運転が開始されたが、当駅は停車駅に指定されなかった。しかし、2007年（平成19年）3月18日より、山陽本線の快速「通勤ライナー」が朝夕2往復に限り停車を開始し、2010年（平成22年）3月13日より全列車が停車を開始した。その後、2012年（平成24年）3月17日より山陽本線の快速「通勤ライナー」は平日朝のみの運転となる一方、呉線の快速「安芸路ライナー」の停車を開始した。さらに、2016年（平成28年）3月26日より6年ぶりに復活した快速「シティライナー」は以前当駅を通過していたが、停車駅となった。現在は、呉線の快速「通勤ライナー」のみ通過となっている（2025年3月14日まで）。

## 今後の予定
- 2027年（令和9年）度：海田市駅付近高架化事業着手予定[15]。
- 2036年（令和18年）度：海田市駅付近高架化事業完了予定[15]。

## 駅構造
単式ホーム1面1線と島式ホーム2面4線のあわせて3面5線のホームを持ち、5番のりばの外側に側線がある地上駅で、山側の3線を山陽本線列車が、海側の2線を呉線列車が使用する。1番のりば西端には、真冬に花を咲かせることで有名な寒桜があり、広島地方で一番早く春の訪れを告げる桜として毎年テレビや新聞に紹介される。
管理駅長が配置された直営駅である。当駅が管理駅となる前は、西条管理駅傘下の地区駅として地区駅長が配置されていた。
また、ICOCA利用可能駅であり、JRの旅客営業規則では特定都区市内制度における「広島市内」の駅に含まれる。当駅の所在地は広島市ではないが、便宜上は隣の向洋駅（安芸郡府中町）とともに含まれている。駅スタンプ設置。
現在の駅舎は、それまで西日本で最も古いことで知られていた1903年建築の旧駅舎に替わって建築された橋上駅舎である。それまで北側のみに改札口があったが、のちに南側にも改札口が設置された。

### のりば
| のりば | 路線     | 方向 | 行先           | 備考                                         |
| ------ | -------- | ---- | -------------- | -------------------------------------------- |
| 1      | 山陽本線 | 上り | 西条・三原方面 |                                              |
| 2・3   | 山陽本線 | 下り | 広島・岩国方面 | 山陽本線西条方面から 2番のりばは一部列車のみ |
| 4      | 呉線     | 上り | 呉・広方面     |                                              |
| 5      | 呉線     | 下り | 広島・岩国方面 | 呉線呉方面から                               |

付記事項
- 2番のりばは山陽本線上り貨物列車の通過線としても使われている。5番のりばの外側に1線の側線があり、広島方面と呉方面への発車が可能である。
- かつては当駅から南に分岐し、陸上自衛隊海田市駐屯地に向う専用線があった。

事業計画
- 広島市東部地区連続立体交差事業が計画されており、当駅は1階が改札口など、2階部分に山陽本線、3階部分に呉線が乗り入れる重層高架構造による2面4線に改築される予定となっている[17]。計画の見直しにより当駅付近はII期区間とされ、まず向洋駅周辺の高架化を先行して実施し、そのあとで工事に着手することとなっている[15]。

### 配線図
当駅から広島駅までの間が複々線になっており、外側2線を旅客列車、内側2線を貨物列車が使用する。下り列車に限り、山陽本線西条方面から旅客線に進出する列車と、呉線から貨物線に進出する列車が平面交差するものの、現在は呉線から貨物線に進出する列車は運行されていない。

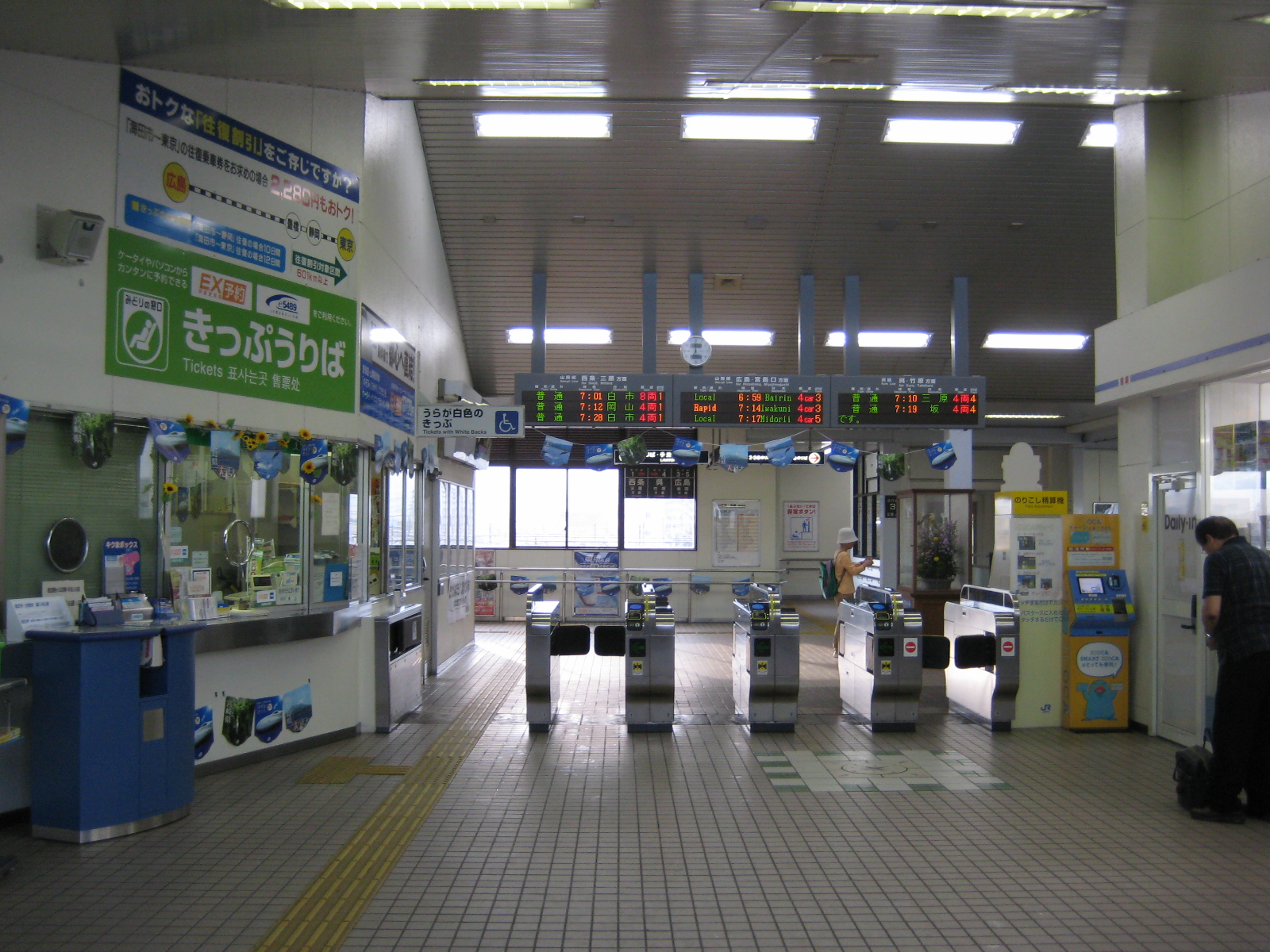
ホーム（2011年8月）
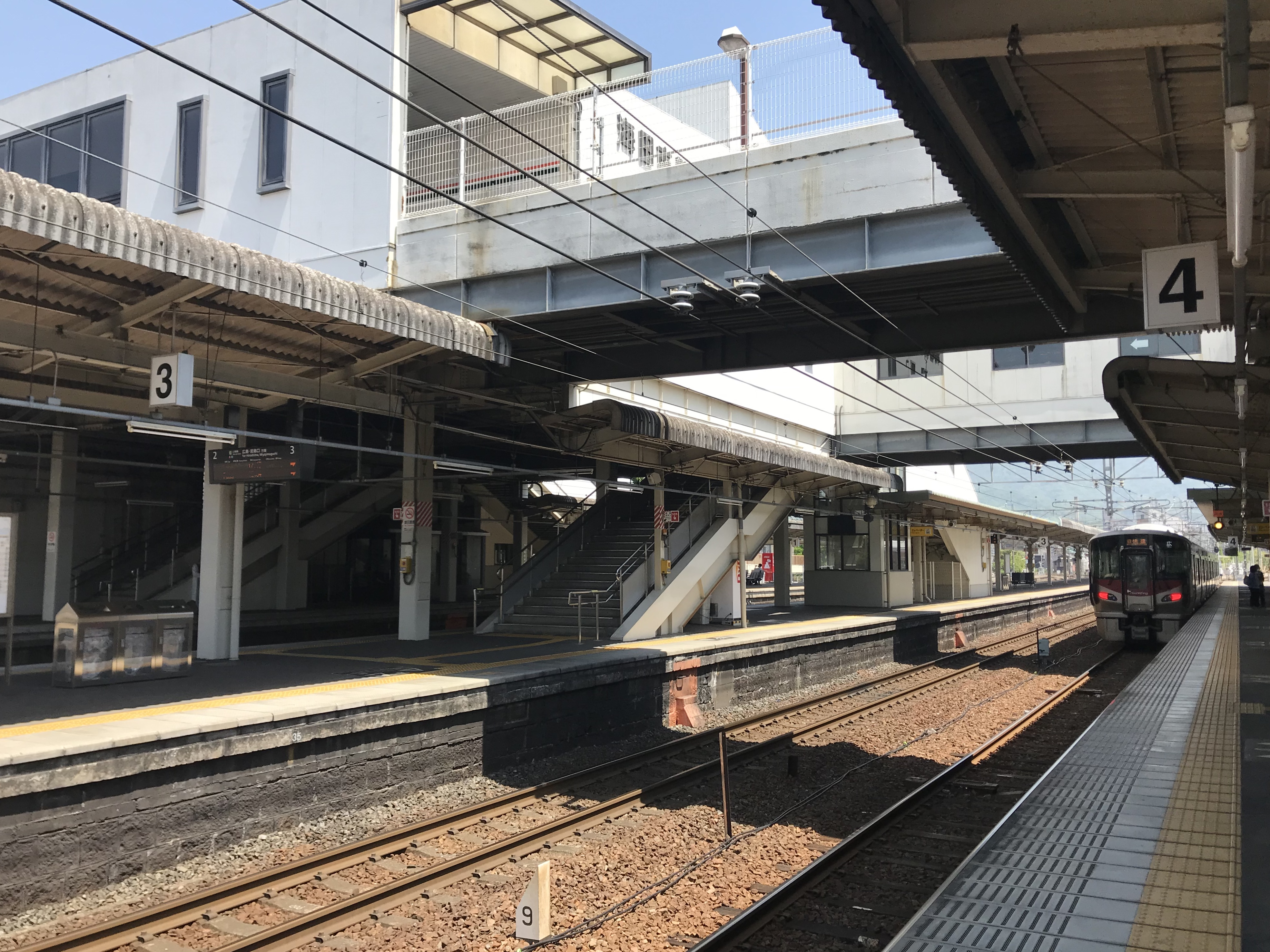
ホーム（2018年4月）

## 利用状況
- 以下の情報は、「広島市統計書」に基づいたデータである。

| 年度                | 1日平均 乗車人員 |
| ------------------- | ---------------- |
| 1983年（昭和58年）  | 6,465            |
| 1984年（昭和59年）  | 6,832            |
| 1985年（昭和60年）  | 7,164            |
| 1986年（昭和61年）  | 7,358            |
| 1987年（昭和62年）  | 8,359            |
| 1988年（昭和63年）  | 8,725            |
| 1989年（平成 元年） | 8,865            |
| 1990年（平成02年）  | 9,380            |
| 1991年（平成03年）  | 9,745            |
| 1992年（平成04年）  | 10,011           |
| 1993年（平成05年）  | 10,225           |
| 1994年（平成06年）  | 10,121           |
| 1995年（平成07年）  | 10,000           |
| 1996年（平成08年）  | 9,889            |
| 1997年（平成09年）  | 9,518            |
| 1998年（平成10年）  | 9,270            |
| 1999年（平成11年）  | 9,326            |
| 2000年（平成12年）  | 9,272            |
| 2001年（平成13年）  | 9,068            |
| 2002年（平成14年）  | 8,987            |
| 2003年（平成15年）  | 9,154            |
| 2004年（平成16年）  | 9,328            |
| 2005年（平成17年）  | 9,273            |
| 2006年（平成18年）  | 9,326            |
| 2007年（平成19年）  | 9,339            |
| 2008年（平成20年）  | 9,199            |
| 2009年（平成21年）  | 8,819            |
| 2010年（平成22年）  | 8,874            |
| 2011年（平成23年）  | 9,019            |
| 2012年（平成24年）  | 9,174            |
| 2013年（平成25年）  | 9,234            |
| 2014年（平成26年）  | 9,164            |
| 2015年（平成27年）  | 9,560            |
| 2016年（平成28年）  | 9,647            |
| 2017年（平成29年）  | 9,879            |
| 2018年（平成30年）  | 9,963            |
| 2019年（令和 元年） | 9,915            |
| 2020年（令和02年）  | 8,404            |
| 2021年（令和03年）  | 8,243            |
| 2022年（令和04年）  | 8,975            |
| 2023年（令和05年）  | 9,402            |

乗車数グラフ

## 駅周辺
「海田」という名が示すとおりこの一帯の海側は干拓地であり、山と海に挟まれた地形となっている。海田市をおよその基点にして西側は広島平野が広がり、東側は「瀬野八」（瀬野駅 - 八本松駅）と呼ばれる西日本一の急勾配のある山間部に入っていく。

### 南口
- 広島県道164号広島海田線（旧 国道2号）
- 新広島バイパス（現在の国道2号）
- ひまわり大橋 - 瀬野川にかかる歩行者専用の橋
- バンドウビル
- 広島市安芸区役所[注釈 5]
- 安芸区民文化センター
- 広島市立安芸区図書館
- JAひろしま 海田市支店、安芸農協会館サンピア安芸
- 海田税務署
- 海田警察署
- 広島市消防局安芸消防署
- 広島福祉専門学校
- 広島生活福祉専門学校
- 広島県立海田高等学校
- 個別指導塾スタンダード
- 松石病院
- 広島銀行 海田支店／海田東支店
- もみじ銀行海田支店
- 広島県信用組合海田支店
- 信用組合広島商銀海田支店
- 海田シティホテル
- ホテルアストンプラザ広島海田市駅前
- ハローズ 海田市駅前店
- マックスバリュ 海田店
- ユアーズ 東海田店

### 北口
- 旧 海田町役場[注釈 6]
- 海田町保健センター
- 海田公民館
- 船越公民館
- 海田警察署海田市駅前交番
- 熊野神社
- 大師寺 (広島県海田町)
- 広島市立船越小学校
- 龍洞保育園
- 明光保育園
- 海田中店郵便局
- 広島市信用組合海田支店
- 旧千葉家住宅
- 新宮古墳 - 横穴式石室
- 織田幹雄スクエア

## バス路線
海田市駅 バス停
6-1 安芸南線（往路：矢野大浜経由）（芸陽バス） 済生会広島病院・フジグラン安芸方面
6-2 安芸南線（往路：海田新開経由）（芸陽バス） 済生会広島病院・フジグラン安芸方面
6-5 畑賀線（国信橋経由）（芸陽バス） 奥畑行き
海田市駅南口 バス停
海田町町内循環コミュニティバス「ふれあいバス」 循環南ルート（右回り・左回り） / 循環北ルート（右回り・左回り）
海田市駅入口 バス停（東行き 海田大正町方面）
40 西条-瀬野-広島線（芸陽バス）  国信橋・中野東七丁目・瀬野駅方面
40-1 南幸線（芸陽バス） さいわい保育所前行き
40-2 三迫線（芸陽バス） 三迫二丁目行き
40-12（広電バス） 矢野駅前方面
海田市駅入口 バス停（西行き 向洋駅前方面）
40（芸陽バス・広電バス） 広島バスセンター行き
新町（海田市駅北口）バス停（畝一丁目方面）
海田町町内循環コミュニティバス（ふれあいバス） 循環北ルート（右回り）
新町（海田市駅北口）バス停（海田駅南口方面）
循環北ルート（左回り）

## 隣の駅
西日本旅客鉄道（JR西日本）
 山陽本線
■快速「シティライナー」（土休日下りのみ運転）・■快速「通勤ライナー」（平日朝下りのみ運転）
八本松駅 (JR-G08) → 海田市駅 (JR-G04) → 広島駅 (JR-G01)
■普通
安芸中野駅 (JR-G05) - 海田市駅 (JR-G04) - 向洋駅 (JR-G03)
 呉線（海田市駅 - 広島駅間は山陽本線）
■快速「安芸路ライナー」・ ■快速「通勤ライナー」
矢野駅 (JR-Y05) - 海田市駅 (JR-Y04) - 広島駅 (JR-Y01)
■普通
矢野駅 (JR-Y05) - 海田市駅 (JR-Y04) - 向洋駅 (JR-Y03)